# البياضة (النادرة)

تعديل مصدري - تعديل

البياضة محلة تابعة لقرية كهال، التابعة لعزلة شخب بمديرية النادرة إحدى مديريات محافظة إب في الجمهورية اليمنية، بلغ تعداد سكانها 21 حسب تعداد اليمن لعام 2004.